# Vinho do Porto
Porto  (portugalski: Vinho do Porto) je vrsta desertnog vina iz istoimenog portugalskog grada Porta, koje se proizvodi u dolini rijeke Duero.
Porto je vino kontroliranog zemljopisnog pordrijetla, čija je povijest usko je vezana uz grad Porto u čijim se podrumima (adegas) uz rijeku Duero to piće proizvodilo i skladištilo. 
Brodari koji su prevozili to vino bačvama u Englesku, dosjetili su se kako da povećaju količinu dopremljenog vina, tako što su ga u Portu prokuhali, a u Engleskoj mu dodali vode i tako su dobili veće količine, vremenom se engleskim kupcima dopalo upravo to prokuhano zgusnuto vino, koje su pili za desert uz kolače i tako je nastalo desertno vino porto.[nedostaje izvor]

## Osobnosti
Glavna osobnost porto vina, osim kraja u kojem grožđe dozrijeva, je to da nije do kraja vrelo, jer je ona zaustavljena - rezanjem. To je postupak da se u ranoj fazi zrenja vina doda - alkohol (destilat vina) koji sadrži oko 77% alkohola. Zbog toga je porto slatko vino, koje ima visok postotak šećera iz grožđa koje kvasci nisu bili u mogućnosti u potpunosti pretvoriti u alkohol, jer je to blokirano visokom koncentracijom etanola, koji može doseći postotak između 18 - 22%.
Porto se općenito dijeli u dvije različite kategorije na Arhivski porto (Vintage) i Porto vina odležana u drvenim bačvama (drveni). Arhivska porto vina, čine tek 2 % ukupno proizvedenih porto vina, to su vina koja jedno kratko vrijeme zriju u drvenim bačvama, a zatim puno duže sazrijevaju u bocama. Prema zakonu o portu, arhivski porto mora se flaširati između 1. travnja druge godine nakon berbe i 30. travnja treće godine, računajući od berbe. Pojednostavljeno rečeno Arhivska porto vina moraju se flaširati dvije godine nakon berbe.
Sva ostala porto vina su ona koja zriju u drvenim bačvama po nekoliko godina prije flaširanja i puštanja u promet -  zvana drvena. Dakle u taj tip porto vina spadaju Bijeli porto, Rubinski porto (Ruby) i Zlatni porto (Tawny), koji mora odležati najmanje 10 - do najviše 40 prije nego što se pusti na tržište. U njih spadaju i ona porto vina koja nose predikat - vintage (arhivska); LBV(akronim od Late Bottled Vintage / Kasno flaširan arhivski porto) i Colheita porto.
Porto je vino koje se dobiva - kupažom, mješanjem različitih sorti grožđa, iz različitih vinograda, iz kojih se proizvode vina različitim postupcima i vrlo različitih godišta. U novije vrijeme postaje popularan novi tip porta zvan single quinta (s jednog imanja), koji postaje sve traženiji posljednjih nekoliko godina.

### Bijeli porto
Bijeli porto dolaze u dvije varijante, kao suho i slatko vino. Suhi tip je relativno nov u ukupnoj povijesti porta, ali je popularan u Portugalu, gdje se pije prije večere kao aperitiv. Tradicionalniji slatki tip je popularan u Francuskoj i Švedskoj. Kod oba tipa kasnije odležavanje u bocama ne rezultira nikakvim poboljšanjem.

### Rubinski porto (Ruby)
Rubinski porto je najnoviji tip iz game porto vina. Voćnog okusa i prilično slatko, konzumira se lagano ohlađeno kao aperitiv ljeti, ili uz krišku limuna po engleskim pubovima. Često se koriste kao podloga za deserte poput svježih krušaka.

### Zlatni / jantarni porto (Tawny)
To je zreliji i lakši tip vina, kako po okusu tako i po boji nego Rubinski porto. Najčešće se proizvode kupažom različitih odstajalih  porto vina.

### Arhivski (Vintage) Colheita porto
To je zapravo zlatni porto iz jedne berbe, primjerice iz 1963., ali to nije pravi arhivski porto. Zbog tog je tom tipu vina strogo zabranjeno upotrebljavati riječ arhivski (Vintage) na etiketi, kako bi se izbjegla zabuna s pravim arhivskim porto vinima. Umjesto da se flašira nakon dvije godine odležavanja u drvenim bačvama, kao što je slučaj s pravom arhivskim porto vinima, ili flašira nakon četiri - šest godina kao što je to slučaj s kasno flaširanim arhivskim porto vinima, to zlatno porto vino sazrijeva dulje vrijeme u bačvama. Ono se ne flašira prije najmanje 7 godina odležavanja u drvenim bačvama, jer se time osigurava da vino dobije kvalitetu zlatnog porta. Tako naprimjer  Colheita porto iz 1963. može biti flaširan 1982., 1992. ili 1995. - a to ovisi o tome, kad vinar odluči da mu je vino spremno za tržište. Zbog tog Colheita porto uvijek ima dva datuma na etiketi, i to godinu berbe, i godinu flaširanja.

### LBV porto
Posljednja kategorija porta odležanih u drvenim bačvama su oni koji sliče arhivskom portu. Oni su se pojavili iz potrebe da se zadovolji tržište gladno arhivskih porta. LBV je engleski akronim od Late Bottled Vintage, što bi prevedeno bilo Kasno flaširan arhivski porto. To je vino proizvedeno od jedne berbe, i izrađeno je kao pravi arhivski porto po svemu, osim jedne temeljne razlike, umjesto da dozrijeva u bocama dvije godine nakon berbe, LBV porto se flašira nakon najmanje četiri godine, a maksimalno nakon šest godina zrenja u bačvama. Tako da se obadva datuma, berbe i flaširanja moraju navesti na etiketi.

### Arhivski (Vintage) porto
Ta vina imaju na svojim etiketama jasno istaknutu oznaku Porto Vintage tako da se jasno razlikuju od drvenih, LBV i Colheita porta. Ta vina prosječno odležavaju po podrumima po tri do četiri dekade prije puštanja u promet.
Većina arhivskih porta proizvedena su od grožđa s nekoliko različitih vinograda, jedan se odabire za osnovu, drugi za stil, a treći za buket - vina. To je slični postupak kako se proizvode i šampanjci, a ključ je u miješanju - kupaži različitih komponenti za stvaranje sinergijske cjeline. Velika iznimka od tog pravila je vinarija Quinta do Noval, koja proizvodi svoj arhivski porto iz jednog vinograda (ili quinta).

## Konzumacija
Porto se danas diljem svijeta pije kao aperitiv prije jela, ili nakon jela uz kolače, pored toga koristi se i u gastronomiji kao dodatak raznoraznim slasticama i desertima.

## Povijest
Vino iz okolice Porta, zapravo iz doline rijeke Duero nekih 100 km od Porta, je već od 13. st. bilo prevoženo brodovima do Engleske, ispočetka u zanemarivim količinama, ali je promet tijekom stoljeća stalno rastao, tako da je 1703. došlo do toga da je sklopljen trgovački ugovor - Methuen između Portugala i Engleske. Prvo englesko trgovačko predstavništvo otvoreno je 1717., postepeno je par engleskih firmi preuzelo kontrolu nad svom proivodnjom i prodajom porto vina. Zbog toga je tadašnji portugalski premijer  - Markiz Pombal, željevši suzbiti taj engleski monopol, osnovao portugalsko državno poduzeće, koje je dobilo monopol na proizvodnju vina iz doline rijeke Duero. Istovremeno je 1906. zakonom ograničio proizvodnju tog tipa vina - samo na taj kraj, i uveo stroga pravila za proizvodnju porta, koji je morao imati najmanje 16.5 % alkoholada bi se mogao pustiti u prodaju. Ta pravila koja su trebala osigurati provođenje njegovih mjera, -bila su prvi pokušaj kontrole kvalitete vina u Europi. Ipak tim njegovim novim pravilima, nisu bili svi oduševljeni, pogotovo ne mali vinogradari, koji su se zbog tog pobunili na Pokladni utorak, i zapalili zgradu uprave državnog monopola, ta pobuna je kasnije posprdno nazvana Pobuna pijanaca (Revolta dos Borrachos).

## Vanjska poveznica
- A quick overview of Port wine